# Pionjärregementet
Pionjärregementet (finska: Pioneerirykmentti) var ett finländskt pionjärförband inom Finlands försvarsmakt som verkade mellan åren 2004 och 2014. Regementet var en del av Västra Finlands militärlän och hade sin stab förlagd i Keuru i Mellersta Finland.

## Historik
Pionjärregementet bildades den 1 januari 2004 men har sina rötter och traditioner i den pionjärpluton som bildades 1919 samt Pionjärbataljonen som bildades 1944 och senare Pionjärregementet, vilket upplöstes 1967.
På grund av den omorganisation som Försvarsmakten gjorde under åren 2012 och 2015, kom Pionjärregementet att avvecklas. Regementet utgick från och med den 1 januari 2015, då den nya organisationsstrukturen i Försvarsmakten trädde i kraft.